# Хлоро(циклопентадиенил)дикарбонилрутений
Хлоро(циклопентадиенил)дикарбонилрутений — карбонильный комплекс металлоорганического
сэндвичевого комплексного соединения
рутения и циклопентадиена
с формулой Ru(C5H5)(CO)2Cl,
светло-жёлтые кристаллы.

## Получение
- К раствор бис[дикарбонил(циклопентадиенил)рутения] в хлороформе добавляют этанол и соляную кислоту, а затем через смесь пропускают воздух:

{\displaystyle {\mathsf {[RuCl_{2}(CO)_{3}]_{2}+HCl+O_{2}\ {\xrightarrow {}}\ Ru(C_{5}H_{5})(CO)_{2}Cl+H_{2}O}}}

## Физические свойства
Хлоро(циклопентадиенил)дикарбонилрутений образует светло-жёлтые кристаллы.
Устойчив на воздухе.
Хорошо растворяется в бензоле, ацетоне, метиленхлориде и хлороформе.
Плохо растворяется в петролейном эфире.